# Thuni-tó
A Thuni-tó (németül: Thunersee) a Berni-felvidék területén, Svájcban, Bern kantonban fekszik. Nevét a tó mellett fekvő Thun városáról kapta.
A tó közel 2500 km²-es vízgyűjtő területe gyakorta okoz áradást nagyobb esőzés után. Ennek az az oka, hogy a tóba folyó Aare-folyó lefolyásának korlátozott terület áll rendelkezésre, azaz minden többlet víz a tóba ömlik. Az Aare Svájc leghosszabb folyója.
A tavat délkeletről a Brienzersee táplálja, mely 6 méterrel magasabban fekszik, továbbá több kisebb folyó.
A tó az utolsó jégkorszakban alakult ki. Eredetileg a 20. századig a Brienzersee és a Thuni-tó egy összefüggő tavat alkotott, melyet Wendelseenek hívtak.
A tó vízgyűjtő területe főleg a Finsteraarhorn (4574 m).
1835 óta személyszállító hajók közlekednek a tavon. Azért, hogy hajóval közvetlenül elérhetők legyenek az Interlaken és Thuni vasútállomások, egy hajózható csatornával kötötték össze a tavat a vasútállomásokkal.
A tóban jelentős halászat folyik, 2001-ben 53 000 kg halat fogtak ki.
A svájci kormány a II. világháború után 1964-ig több ezer tonna használaton kívüli muníciót süllyesztett el a tóban.